# Горна-Лука
Горна-Лука (болг. Горна Лука) — село в Болгарии. Находится в Монтанской области, входит в общину Чипровци. Население составляет 192 человека.

## Политическая ситуация
В местном кметстве Горна-Лука, в состав которого входит Горна-Лука, должность кмета (старосты) исполняет Стефан Тодоров Стефанов (Граждане за европейское развитие Болгарии (ГЕРБ)) по результатам выборов.
Кмет (мэр) общины Чипровци — Захарин Иванов Замфиров (Земледельческий союз Александра Стамболийского (ЗСАС)) по результатам выборов.